# Comuna de Raciechowice
Raciechowice (polaco: Gmina Raciechowice) é uma gminy (comuna) na Polónia, na voivodia de Pequena Polónia e no condado de Myślenicki. A sede do condado é a cidade de Raciechowice.
De acordo com os censos de 2004, a comuna tem 5960 habitantes, com uma densidade 97,8 hab/km².

## Área
Estende-se por uma área de 60,97 km², incluindo:
- área agricola: 64%
- área florestal: 26%

## Demografia
Dados de 30 de Junho 2004:
|                      | Total   | Total | Mulheres | Mulheres | Homens  | Homens |
| -------------------- | ------- | ----- | -------- | -------- | ------- | ------ |
|                      | pessoas | %     | pessoas  | %        | pessoas | %      |
| População            | 5960    | 100   | 2980     | 50       | 2980    | 50     |
| Densidade (pop./km²) | 97,8    | 100   | 48,9     | 48,9     | 48,9    | 48,9   |

De acordo com dados de 2002, o rendimento médio per capita ascendia a 1639,32 zł.

## Subdivisões
- Bojańczyce, Czasław, Dąbie, Gruszów, Kawec, Komorniki, Krzesławice, Krzyworzeka, Kwapinka, Mierzeń, Poznachowice Górne, Raciechowice, Sawa, Zegartowice, Żerosławice.

## Comunas vizinhas
- Dobczyce, Gdów, Jodłownik, Łapanów, Wiśniowa